# Первухін Микола Григорович
Перву́хін Мико́ла Григо́рович (рос. Первухин Николай Григорьевич, *1850 — †22 грудня 1889, Глазов) — російський етнограф, фольклорист, археолог. Надвірний радник.

## Життєпис
Закінчив навчання у духовній православній семінарії в м. Твері, потім закінчив Московську духовну академію. Вчителював спочатку вчителем в с. Новому Моложському повіті Ярославської губернії, потім викладачем російської мови в Тверській гімназії, а через деякий час був на службі в головному управлінні військово-навчальних закладів.
У 1875 р. він представив в Нижньогородський статистичний комітет доповідь про стан відхожих промислів Арзамаського повіту в середині XIX ст., згодом він був обраний на члена статистичного комітету.
В 1875—1877 рр. — викладав у Нижньогородській військовій гімназії, викладач історії та педагогіки в Нижньогородському Маріїнському жіночому Інституті.
У 1885 році прибув в місто Глазов як інспектор народних училищ Глазовського повіту Вятської губернії.
Вивчав побут бесермян, перм'яків і, головним чином, вотяків (досліджував вотську мову, вотську народну творчість).
У 1885-1889 роках зібрав матеріали та склав детальну мапу археологічних пам'яток колишнього Глазовського повіту. Робота була виконана на високому методичному рівні з детальним описом кожної археологічної пам'ятки з вказанням площі, потужності культурного шару, стратиграфії, залишків укріплень, перерахунком знайдених речей, приведені легенди про виникнення пам'яток та про героїв удмуртського епосу. Етнографічні ескізи є найповнішими відомостями з етнографії північних удмуртів.
Від 16 січня 1887 р. звіти про свої дослідження направляв у Московське археологічне товариство, що він зібрав у Глазовському городищі, а також матеріал (рукописи й колекції) присвячений археологічному опису Глазовського повіту. Обирається членом-кореспондентом цього вказаного товариства. Співпрацював з Товариством любителів природознавства, антропології та етнографії при Московському університеті, Товариством археології, історії та етнографії при Казанському університеті. Зібраний ним матеріал використовувався науковцями на VII и VIII Археологічних з'їздах.
Помер від туберкульозу в місті Глазові Глазовського повіту Вятської губернії.

## Праці
- (рос.)«Опыт археологических исследований Глазовского уезда Вятской губернии» // МАВГР. Вып.2. М., 1986;
- (рос.)«Эскизы преданий и быта инородцев Глазовского уезда». Вып. 1–5. «Вятские Губернские Ведомости», г. Вятка, 1888—1890.
- (рос.)«Очерк кладовищ Глазовского уезда».
- (рос.)«По следам Чуди. У верховьев Камы» // Материалы по археологии восточных губерний России. — М., 1886. Вып. 2.
- (рос.)«Краткий очерк кладовищ, встречающихся в Глазовском уезде» // Материалы по археологии восточных губерний России. — М., 1886. Вып. 2.
- (рос.)«Русско-вотский словарь Глазовского разговорного наречия».
- (рос.)«Древняя религия вотяков по ее следам в современных преданиях»
- (рос.)«Легенды о богатырях Дондинского круга»

## Нагороди
- Орден святого Станіслава 3 ступеня